# Praina domnita
Praina domnita là một loài bướm đêm trong họ Noctuidae.